# Weiding (powiat Schwandorf)

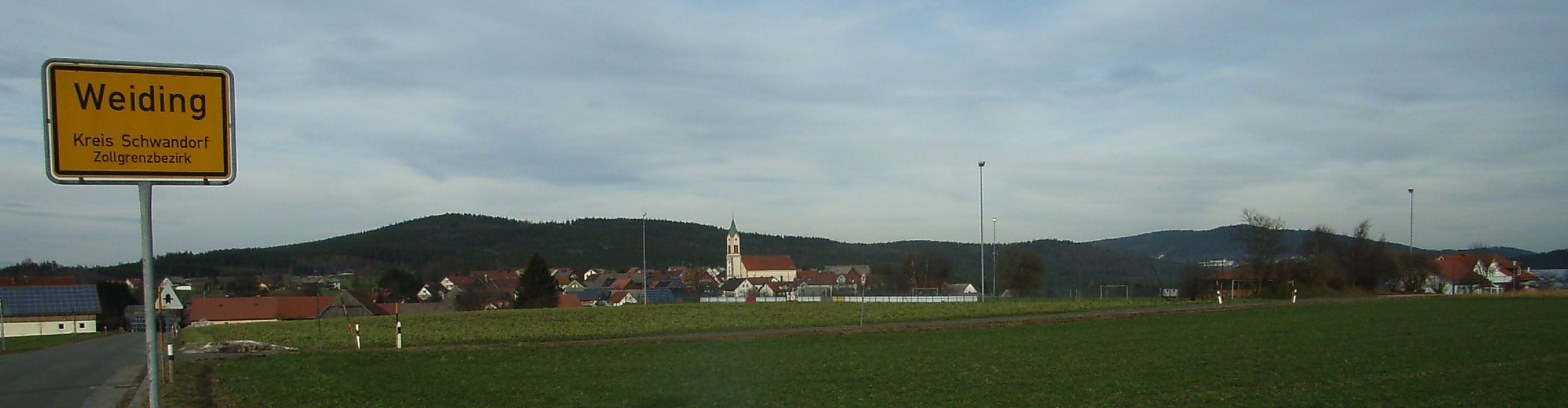
Weiding

Weiding – miejscowość i gmina w Niemczech, w kraju związkowym Bawaria, w rejencji Górny Palatynat, w regionie Oberpfalz-Nord, w powiecie Schwandorf, wchodzi w skład wspólnoty administracyjnej Schönsee. Leży w Lesie Czeskim, około 37 km na północny wschód od Schwandorfu, przy granicy czeskiej.

## Demografia
| Rok  | Liczba mieszk. |
| ---- | -------------- |
| 1970 | 665            |
| 1987 | 655            |
| 2000 | 645            |

## Historia
Parafia Weiding powstała w roku 1278. W tym też roku ukończono budowę z około 1350 mieszkańcami. Do Weiding przynależały leżące w pobliżu 26 miejscowości. Kościół, który był zbudowany, był kościołem murowanym a nie drewnianym, co na tamte czasy było ewenementem. Patronem kościoła w Weiding został św. Mikołaj, który uchodził za patrona lasów i wyrębów leśnych. Z rozporządzenia władców pobliskiego grodu i zamku Frauenstein mieszkańcy Weiding często zmieniali swoje wyznanie religijne. Po zakończeniu wojny trzydziestoletniej, kiedy nastało panowanie margrabiego Maksymiliana I, została przywrócona na tym terenie wiara katolicka na dłuższy czas.
Do parafii Weiding zostały wkrótce przyłączone też miejscowości sąsiednie jak Schönau, Hannesried i Kagern. W roku 1836 wybuchł w Weiding wielki pożar, który zniszczył nie tylko 72 budynki, lecz także kościół, szkołę i plebanię. Plebania została szybko odbudowana od fundamentów w roku 1837. W latach 1840–1844 zbudowano też nowy kościół wraz z wieżą. Zachował się on do dzisiaj w zasadzie w mało zmienionym stanie. Ostatnia renowacja kościoła dokonana została w roku 1991. Kościół w stylu klasyczno-barokowym. Przeważająca część mieszkańców parafii to katolicy, aczkolwiek nie brakuje też i protestantów jak też agnostyków i ateistów.
Weiding posiada trzy dobre karczmy i parę pensjonatów. Przyjeżdżający tutaj goście czy też wczasowicze cenią sobie dobrą i sutą bawarską kuchnię. Teren wschodniego Górnego Palatynatu jest terenem od wieków pozbawionym infrastruktury przemysłowej i gospodarczej. Duża część mieszkańców emigruje w poszukiwaniu pracy, szkoły, zarobków do większych miast. Tylko w roku 2010 wyemigrowało z Weiding 14,9% mieszkańców. Liczba mieszkańców całej parafii wynosi około 900 osób, w tym katolików 823. Ten problem jest też jednak wspólny wszystkim okolicznym parafiom i miejscowościom. Uczestnictwo wiernych w niedzielnej mszy świętej wynosi około 40%. W diecezji ratyzbońskiej wynosi ono około 19%, w całych Niemczech około 12%.
Księża, którzy byli proboszczami w Weiding od roku 1900:
- 1900 ks. Josef Prasch
- 1905 ks. Josef Köppele
- 1920 ks. Georg Kiener
- 1930 ks. Sturm
- 1935 ks. Paulinus Fröhlich
- 1954 ks. Josef Bock
- 1959 ks. Franz Maria Hebauer
- 1974 ks. Michael Reitinger
- od roku 1991 ks. dr. Jan Adrian Łata

## Oświata
(na 1999)

W gminie znajduje się szkoła podstawowa (2 nauczycieli, 41 uczniów).
Podstawowa szkoła istniała do roku 2007. Z racji niewystarczającej liczby dzieci została zamknięta. Szczątkowa grupka dzieci uczęszcza do przedszkoli i szkół w Tiefenbach i Schönsee.